# مک‌کلنی ترکت (کالیفرنیا)
مک‌کلنی ترکت (به انگلیسی: McClenney Tract) یک منطقهٔ مسکونی در ایالات متحده آمریکا است که در شهرستان تولار، کالیفرنیا واقع شده‌است. مک‌کلنی ترکت ۱٫۵۹۵ کیلومتر مربع مساحت و ۱۰ نفر جمعیت دارد و ۱٬۴۸۵٫۹۲ متر بالاتر از سطح دریا واقع شده‌است.